# Пијавице
Пијавице (Hirudinea) су чланковити црви адаптирани на паразитски начин живота. Претежно живе у слатким водама, али их има и на копну и у морима. Већином су ектопаразити и хране се крвљу кичмењака за чије се тело причвршћују. Имају две мишићне пијавке — једна окружује усни отвор, а друга је на задњем крају тела. Тело им је изграђено од сталног броја сегмената, тј. увек се састоји од 33 сегмента.
У њиховим пљувачним жлездама налази се хирудин, који спречава згрушавање крви домаћина. 
Црево је пространо и може да има израштаје — дивертикулуме — у којима се сакупља крв (тако могу да се хране нпр. само два пута годишње). Преграде између сегмената су ишчезле и целом је редукован. У нашим слатким водама је врло честа врста медицинска пијавица (Hirudo medicinalis).